# باريس سان جيرمان موسم 2009–10
بعد فشله بفارق بسيط في الموسم الماضي في السباق الأوروبي (وحلوله سادساً)، دخل الموسم الجديد بشكل مُغاير وأبرم تعاقدات تمثلت في ضم كل غريغوري كوبيه ومولود أردينغ وكريستوف جاليه وعين اللاعب السابق في الفريق أنطوان كومباريه مدربا للفريق الأول، وبدأ الموسم بطريقة جيدة باحتلاله للمركز الثاني في المراحل الأ بع الأولى، ولكن بعد ذلك بدأ الفريق في التراجع والابتعاد عن مقدمة الترتيب ورغم تحقيقه لانتصارات مُهمّة منها تحقيقه لفوز ساحق في أرض سوشو بأربعة أهداف لواحد وكانت فترة ما بين نهاية شهر نوفمبر وشهر ديسمبر فترة ممتازة للفريق حيث حقق يوم 28 نوفمبر الفوز على المتصدر آنذاك نادي أوكسير بهدف لصفر
ثم حقق ثلاث انتصارات كاسحة في شهر ديسمبر أولها في أرض بولوني بخماسية لاثنين  ومن ثم فوزين متتاليين كاسحين في حديقة الأمراء أولهما على سانت ايتيان بثلالثية نظيفة، والثاني على غرونوبل بأربعة أهداف نظيفة
ليُنهي النصف الأول من الموسم في المركز الثامن قبل فترة التوقف الشتوية، لكن النصف الثاني من الموسم شهد تراجعاً وتذبذباً كبيرا في النتائج ليُنهي الفريق الموسم في المركز الثالث عشر في الدوري

رغم خروجه من دور الستة عشر من كأس الرابطة على يد جانجون إلا أن تمكّن من الظفر بلقبه الثامن في كأس فرنسا بعد تغلبه على نادي موناكو في المباراة النهائية 1-0 بعد التمديد. ليحقق النادي الباريسي لقبه الثامن في المسابقة

هذا اللقب ضمن للفريق الأحمر والأزرق المشاركة في بطولة كأس الاتحاد الأوروبي في الموسم الموالي الذي يدخله أبناء العاصمة تحت شعار الذكرى 40 لتأسيس النادي.